# Uezwil
Uezwil est une commune suisse du canton d'Argovie, située dans le district de Bremgarten.